# Hoteaciv, Volodîmîr-Volînskîi
Hoteaciv (în ucraineană Хотячів) este localitatea de reședință a comunei Hoteaciv din raionul Volodîmîr-Volînskîi, regiunea Volînia, Ucraina.

## Demografie
Componența lingvistică a localității Hoteaciv
     Ucraineană (100%)
Conform recensământului din 2001, toată populația localității Hoteaciv era vorbitoare de ucraineană (100%).